# 独行千里
独行千里（学名：Capparis acutifolia），又名锐叶山柑、石钻子，为山柑科山柑属的植物。分布于台湾岛、越南以及中国大陆的江西、福建、湖南、广东等地，生长于海拔500米的地区，常生于山坡路旁、石山上、灌丛、低海拔的旷野和林中，目前尚未由人工引种栽培。